# Miss Centre-Val de Loire
Miss Centre-Val de Loire est un concours de beauté annuel concernant les jeunes femmes de la région Centre-Val de Loire. Il est qualificatif pour l'élection de Miss France, retransmise en direct sur la chaîne TF1, en décembre, chaque année.
Une seule Miss France est issue de la région Centre-Val de Loire : Flora Coquerel, Miss France 2014, élue sous le titre de Miss Orléanais.

## Historique
Les deux concours de Miss Berry et Miss Touraine ont fusionné en 2006 pour former le concours de Miss Berry Val de Loire.
En 2010, ce concours est rebaptisé Miss Centre par la société Miss France. Il concourrait alors en même temps que Miss Orléanais à l'élection de Miss France.
En 2010, le comité du concours Miss Orléanais, présidé par Michel Dury, journaliste au quotidien régional La République du Centre, vice-président national de la fédération nationale des comités des fêtes de France, choisit de rester affilié à la société Miss France, filiale de la société de production audiovisuelle néerlandaise Endemol depuis 2002.
Le 8 décembre 2013, Flora Coquerel est élue Miss France 2014 sous le titre de Miss Orléanais. Elle est la première miss élue de la région Centre-Val de Loire.
Le 22 janvier 2015, les comités Miss Centre et Miss Orléanais, qui correspondaient approximativement à l'ancienne province historique de l'Orléanais à savoir les départements d'Eure-et-Loir, du Loiret et du Loir-et-Cher, fusionnent pour créer le comité Miss Centre-Val de Loire.

## Élections locales qualificatives
- Miss Berry ;
- Miss Eure-et-Loir ;
- Miss Indre-et-Loire ;
- Miss Loiret ;
- Miss Loir-et-Cher.

## Synthèse des résultats
- Miss France : Flora Coquerel (Miss Orléanais 2013) ;
- 2e dauphine : Karine Richefeu (Miss Centre-Ouest 1989), Amélie Rudler (Miss Berry 1998) ;
- 4e dauphine : Annie Fraile (Miss Touraine 1970) ;
- 5e dauphine ,: Sandrine Pétoin (Miss Berry 1994), Élodie Thomas (Miss Berry 2005), Cassandre Rolland (Miss Orléanais 2009) ;
- Top 12 / Top 15 : Stéphanie Sabourin (Miss Orléanais 1993), Ludivine Julio (Miss Touraine-Sologne 1995), Barbara Niewidziala (Miss Berry 1996), Bérengère Clément (Miss Touraine-Sologne 1998), Anne-Sophie Masson (Miss Berry 2003), Nadège Dabrowski (Miss Berry-Val de Loire 2006), Aline Moreau (Miss Berry-Val de Loire 2008), Chanel Haye (Miss Orléanais 2010), Amanda Xeres (2014); Margaux Bourdin (2015), Jade Simon-Abadie (2019), Emmy Gisclon (2023)

## Les Miss
- Si vous ne connaissez pas le sujet, laissez ce bandeau (vous pouvez alors contacter les auteurs).
- Si vous supprimez le contenu mis en cause (vous pouvez préalablement contacter les auteurs),

argumentez précisément cette suppression dans la page de discussion
(un manque de référence n'est pas un argument ; une recherche réelle de référence doit avoir été effectuée, être formellement documentée).
| Année | Dénomination                     | Nom                    | Âge    | Taille | Résidence                | Classement local/régional | Classement Miss France                                                              | Autres |  |
| ----- | -------------------------------- | ---------------------- | ------ | ------ | ------------------------ | --- | ----------------------------------------------------------------------------------- | --- |  |
| 1964  | Miss Vendômois                   | Jocelyne Billot        |        |        |                          | |                                                                                     | |  |
| 1970  | Miss Indre                       | Marie-Chantal Clerte   |        |        |                          | |                                                                                     | |  |
| 1970  | Miss Touraine                    | Annie Fraile           |        |        |                          | | 4e dauphine de Miss France 1971                                                     | |  |
| 1970  | Miss Tours                       | Chantal Rourer         |        |        |                          | |                                                                                     | Prix de l'élégance à l'élection de Miss France 1971 |  |
| 1976  | Miss Centre-Ouest                | Lydia Ehereau          |        |        |                          | |                                                                                     | |  |
| 1976  | Miss Orléans                     | Annie Carré            |        |        |                          | |                                                                                     | |  |
| 1976  | Miss Touraine                    | Annick Brillet         |        |        |                          | |                                                                                     | |  |
| 1977  | Miss Orléans                     | Véronique Monfrance    |        |        |                          | |                                                                                     | |  |
| 1977  | Miss Touraine                    | Sylvie Gaultier        |        |        |                          | |                                                                                     | |  |
| 1978  | Miss Touraine                    | Ghislaine Raineau      |        |        |                          | |                                                                                     | |  |
| 1979  | Miss Centre-Ouest                | Sophie Parola          |        |        |                          | Miss Poitou 1978 (plusieurs participations étaient autorisées) |                                                                                     | |  |
| 1979  | Miss Loir-et-Cher                | Ghislaine Raineau      |        |        |                          | Miss Touraine 1978 (plusieurs participations étaient autorisées) |                                                                                     | |  |
| 1981  | Miss Touraine                    | Brigitte Bodier        |        |        |                          | |                                                                                     | |  |
| 1981  | Miss Centre-Ouest                | Sylvie Detoisien       |        |        |                          | |                                                                                     | |  |
| 1983  | Miss Touraine                    | Isabelle Herrick       | 19 ans |        |                          | |                                                                                     | |  |
| 1984  | Miss Centre-Ouest, Miss Touraine | Véronique Bodier       |        |        |                          | |                                                                                     | |  |
| 1985  | Miss Centre-Ouest                | Christine Mau          |        |        |                          | |                                                                                     | |  |
| 1985  | Miss Touraine                    | Élisabeth Rabbolini    |        |        |                          | |                                                                                     | |  |
| 1986  | Miss Centre-Ouest                | Claude Savignard       |        |        |                          | |                                                                                     | |  |
| 1987  | Miss Centre-Ouest                | Évelyne Poignet        |        |        | Champfleur               | Miss Sarthe 1987 |                                                                                     | |  |
| 1988  | Miss Centre-Ouest                | Sophie Massard         |        |        |                          | |                                                                                     | |  |
| 1989  | Miss Centre-Ouest                | Karine Richefeu        |        |        | Le Mans                  | Miss Sarthe 1990 | 2e dauphine de Miss France 1990                                                     | |  |
| 1990  | Miss Centre-Ouest                | Katia Terouinard       | 18 ans | 1,78 m | Saint-Corneille          | |                                                                                     | |  |
| 1991  | Miss Centre-Ouest                | Agnès Fradet           |        |        |                          | |                                                                                     | |  |
| 1992  | Miss Centre-Ouest                | Christelle Landeau     |        |        |                          | |                                                                                     | |  |
| 1993  | Miss Orléanais                   | Stéphanie Sabourin     |        |        | Puiseaux                 | Reine du Loiret 1993 | Figure parmi les 12 finalistes à l'élection de Miss France 1994                     | Prix des mannequins à l'élection de Miss France 1994 |  |
| 1994  | Miss Berry                       | Sandrine Pétoin        |        |        |                          | | 6e dauphine de Miss France 1995                                                     | |  |
| 1994  | Miss Orléanais                   | Isabelle Marquet       |        |        | Cour-Cheverny            | |                                                                                     | |  |
| 1995  | Miss Berry                       | Caroline de Vallois    |        |        | La Berthenoux            | |                                                                                     | Prix Louis de Fontenay à l'élection Miss France 1996, finaliste Miss Model of the World 1996                                                                                        |  |
| 1995  | Miss Touraine-Sologne            | Ludivine Julio         |        |        |                          | | Figure parmi les 12 demi-finalistes à l'élection de Miss France 1996                | |  |
| 1995  | Miss Orléanais                   | Diane Le Sidaner       |        |        | Baccon                   | |                                                                                     | Prix de la beauté à l'élection Miss France 1996 |  |
| 1996  | Miss Berry                       | Barbara Niewidziala    |        |        | Vineuil                  | | Figure parmi les 12 demi-finalistes à l'élection de Miss France 1997                | |  |
| 1996  | Miss Touraine-Sologne            | Murielle Hoarau        |        |        |                          | |                                                                                     | |  |
| 1996  | Miss Orléanais                   | Mélanie Muller         |        |        | Bellegarde               | Reine du Loiret 1996 |                                                                                     | |  |
| 1997  | Miss Berry                       | Géraldine Allard       |        |        |                          | |                                                                                     | |  |
| 1997  | Miss Touraine-Sologne            | Blandine Bourdeau      |        |        |                          | |                                                                                     | |  |
| 1997  | Miss Orléanais                   | Adeline Pillon         |        |        | Orléans                  | Miss Loiret 1997 |                                                                                     | |  |
| 1998  | Miss Berry                       | Amélie Rudler          | 18 ans | 1,75 m | Châteauroux              | | 2e dauphine de Miss France 1999                                                     | Favorite, elle annonça durant l'élection qu'elle ne souhaitait pas être élue |  |
| 1998  | Miss Touraine-Sologne            | Bérengère Clément      | 19 ans | 1,82 m |                          | | Figure parmi les 12 demi-finalistes à l'élection de Miss France 1999                | |  |
| 1998  | Miss Orléanais                   | Stéphanie Amette       | 23 ans | 1,74 m | Lucé                     | Miss Chartres 1998 |                                                                                     | |  |
| 1999  | Miss Berry                       | Anne Duponchel         | 19 ans | 1,75 m | Bourges                  | |                                                                                     | |  |
| 1999  | Miss Touraine-Sologne            | Karine Bouvier         | 23 ans | 1,84 m |                          | |                                                                                     | |  |
| 1999  | Miss Orléanais                   | Hélène Schott-Simonin  | 18 ans | 1,77 m | Meung-sur-Loire          | Miss Loiret 1999 |                                                                                     | |  |
| 2000  | Miss Berry                       | Pauline Claudet        |        |        | La Guerche-sur-l'Aubois  | |                                                                                     | |  |
| 2000  | Miss Sologne-Val de Loire        | Alexandra Marlière     |        |        |                          | |                                                                                     | |  |
| 2000  | Miss Orléanais                   | Delphine Dechambre     |        |        | Montargis                | |                                                                                     | |  |
| 2001  | Miss Berry                       | Virginie Leglaive      |        |        | Arçay                    | |                                                                                     | |  |
| 2001  | Miss Sologne-Val de Loire        | Carole Roques          |        |        |                          | |                                                                                     | |  |
| 2001  | Miss Orléanais                   | Magalie Girard         |        |        | Saint-Pryvé-Saint-Mesmin | Miss Loiret 2001 |                                                                                     | |  |
| 2002  | Miss Berry                       | Émilie Dejouhannet     |        |        | Châteauroux              | |                                                                                     | |  |
| 2002  | Miss Touraine                    | Julia Loiseau          |        |        | Loches                   | |                                                                                     | |  |
| 2002  | Miss Sologne-Val de Loire        | Nadège Traca           |        |        |                          | |                                                                                     | |  |
| 2002  | Miss Orléanais                   | Stéphanie Chanoine     |        |        | Dreux                    | |                                                                                     | Prix Maurice de Walleffe à l'élection de Miss France 2003 |  |
| 2003  | Miss Berry                       | Anne-Sophie Masson     |        |        |                          | | Figure parmi les 12 demi-finalistes à l'élection de Miss France 2004 et termine 8e  | |  |
| 2003  | Miss Touraine                    | Audrey Michaud         |        |        |                          | 2e dauphine de Miss Touraine 2002 |                                                                                     | |  |
| 2003  | Miss Orléanais                   | Angélique Dombard      |        |        |                          | |                                                                                     | |  |
| 2004  | Miss Berry                       | Séverine Sauvagère     | 20 ans | 1,76 m | Châteauroux              | |                                                                                     | |  |
| 2004  | Miss Touraine                    | Émilie Lebeur          | 19 ans | 1,77 m |                          | |                                                                                     | |  |
| 2004  | Miss Orléanais                   | Lætitia Winter         | 23 ans | 1,77 m | Nogent-le-Rotrou         | |                                                                                     | Prix Maurice de Waleffe à l'élection de Miss France 2005 |  |
| 2005  | Miss Berry                       | Élodie Thomas          | 23 ans | 1,74 m | Champillet               | Miss Indre 2001, 1re dauphine Miss Berry 2003, 2e dauphine Miss Île-de-France 2004 | 5e dauphine de Miss France 2006                                                     | Représente la France à Miss Tourism Queen of the Year International 2006 |  |
| 2005  | Miss Touraine                    | Justine Lepsch         | 23 ans | 1,76 m | Tours                    | |                                                                                     | |  |
| 2005  | Miss Orléanais                   | Anne-Charlotte Triplet | 18 ans | 1,82 m | La Ferté-Saint-Aubin     | Miss Loiret 2005 |                                                                                     | Représentante de la France à Miss Terre 2006 au cours duquel elle figure parmi les 16 finalistes, Miss Francophonie Internationale 2007                                             |  |
| 2006  | Miss Berry Val de Loire          | Nadège Dabrowski       | 19 ans | 1,76 m | Saint-Cyr-sur-Loire      | | Figure parmi les 12 demi-finalistes à l'élection de Miss France 2007 et termine 8e  | Participante à l'émission de téléréalité Secret Story 1, elle possède deux chaîne YouTube sous le nom Andy et SoAndy, avec plus de 4 720 000 abonnés                                |  |
| 2006  | Miss Orléanais                   | Valentine Maurel       | 21 ans | 1,77 m | Saint-Firmin-sur-Loire   | Miss Loiret 2006 |                                                                                     | |  |
| 2007  | Miss Berry Val de Loire          | Aurélie Birbaud        | 20 ans | 1,81 m | Salbris                  | |                                                                                     | |  |
| 2007  | Miss Orléanais                   | Sandrine Midon         | 18 ans | 1,72 m |                          | |                                                                                     | Prix de la beauté Physionomis à l'élection de Miss France 2008 |  |
| 2008  | Miss Berry Val de Loire          | Aline Moreau           | 19 ans | 1,75 m | Châteauroux              | | Figure parmi les 12 demi-finalistes à l'élection de Miss France 2009 et termine 12e | |  |
| 2008  | Miss Orléanais                   | Marion Tricot          | 19 ans | 1,76 m | Morancez                 | 1re dauphine Miss Orléanais 2007 |                                                                                     | Prix de la beauté physionomis à l'élection de Miss France 2009 |  |
| 2009  | Miss Berry-Val de Loire          | Élodie Martel          | 18 ans | 1,72 m | Châteauroux              | Miss Indre 2009 |                                                                                     | |  |
| 2009  | Miss Orléanais                   | Cassandre Rolland      | 18 ans | 1,71 m | Marcilly-en-Villette     | Miss Loiret 2009 | 5e dauphine de Miss France 2010                                                     | |  |
| 2010  | Miss Centre                      | Sarah Perrin           | 23 ans | 1,70 m | Champillet               | Miss Indre 2006 |                                                                                     | 1re Miss Centre sous ce nom |  |
| 2010  | Miss Orléanais                   | Chanel Haye            | 20 ans | 1,76 m | Luisant                  | Miss Eure-et-Loir 2009, 1re dauphine de Miss Orléanais 2009 | Figure parmi les 12 demi-finalistes à l'élection de Miss France 2011 et termine 8e  | |  |
| 2011  | Miss Centre                      | Laure Wojnecki         | 18 ans | 1,80 m | Vierzon                  | |                                                                                     | Prix de la photogénie Tv Mag à l'élection de Miss France 2012 |  |
| 2011  | Miss Orléanais                   | Audrey Delafoy         | 19 ans | 1,70 m | Illiers-Combray          | Miss Eure-et-Loir 2011 |                                                                                     | |  |
| 2012  | Miss Centre                      | Juliette Aquilina Reis | 21 ans | 1,72 m | Saint-Amand-Montrond     | Miss Cher 2012 |                                                                                     | |  |
| 2012  | Miss Orléanais                   | Joy Lartigue           | 21 ans | 1,72 m | Pierres                  | 2e dauphine Miss Eure-et-Loir 2012 |                                                                                     | |  |
| 2013  | Miss Centre                      | Laure Moreau           | 20 ans | 1,80 m | Saint-Maur               | |                                                                                     | |  |
| 2013  | Miss Orléanais                   | Flora Coquerel         | 19 ans | 1,82 m | Morancez                 | | Miss France 2014                                                                    | Miss World France 2014, Miss Universe France 2015 et 3e dauphine de Miss Univers 2015                                                                                               |  |
| 2014  | Miss Centre                      | Amanda Xeres           | 18 ans | 1,75 m | Saint-Doulchard          | | Figure parmi les 12 demi-finalistes à l'élection de Miss France 2015 et termine 12e | |  |
| 2014  | Miss Orléanais                   | Solène Salmagne        | 19 ans | 1,75 m | Nogent-le-Roi            | Miss Eure-et-Loir 2014 |                                                                                     | |  |
| 2015  | Miss Centre-Val de Loire         | Margaux Bourdin        | 18 ans | 1,75 m | Châteauneuf-en-Thymerais | Miss Pays de Dreux 2015, 1re dauphine de Miss Eure-et-Loir 2015 | 6e dauphine de Miss France 2016                                                     | 1re Miss Centre-Val de Loire sous ce nom, prix du costume régional |  |
| 2016  | Miss Centre-Val de Loire         | Cassandre Joris        | 20 ans | 1,70 m | Prasville                | 1re dauphine de Miss Orléanais 2014 |                                                                                     | Elle devient Miss Centre-Val de Loire à la suite de la destitution de Margaux Legrand-Guérineau                                                                                     |  |
| 2017  | Miss Centre-Val de Loire         | Marie Thorin           | 20 ans | 1,77 m | Mennetou-sur-Cher        | Miss Loir-et-Cher 2016 |                                                                                     | |  |
| 2018  | Miss Centre-Val de Loire         | Laurie Derouard        | 23 ans | 1,75 m | Champhol                 | 1re dauphine Miss Eure-et-Loir 2016, Miss Eure-et-Loir 2018 |                                                                                     | Prix de la culture générale à Miss France 2019 avec la note de 18,5/20 |  |
| 2019  | Miss Centre-Val de Loire         | Jade Simon-Abadie      | 23 ans | 1,73 m | Neuillé-le-Lierre        | 1re dauphine de Miss Île de France 2016, 2e dauphine de Miss Île-de-France 2018 | Figure parmi les 15 demi-finalistes à l'élection de Miss France 2020 et termine 15e | |  |
| 2020  | Miss Centre-Val de Loire         | Cloé Delavalle         | 23 ans | 1,72 m | Chartres                 | 2e dauphine de Miss Eure-et-Loir 2015, 2e dauphine de Miss Centre-Val de Loire 2015, Miss Pays de Dreux 2018, 1re dauphine de Miss Eure-et-Loir 2018, 1re dauphine de Miss Centre-Val de Loire 2018 |                                                                                     | |  |
| 2021  | Miss Centre-Val de Loire         | Jade Lange             | 19 ans | 1,75 m | Malesherbes              | Miss Loiret 2021 |                                                                                     | |  |
| 2022  | Miss Centre-Val de Loire         | Coraline Lerasle       | 23 ans | 1,77 m | Ballan-Miré              | Miss Indre-et-Loire 2022 |                                                                                     | Elle annonce le 23 décembre 2022 qu'elle renonce à son titre de Miss Centre Val-de-Loire. Jade Lange, Miss Centre Val-de-Loire 2021 reprend le titre pour une année supplémentaire. |  |
| 2023  | Miss Centre-Val de Loire         | Emmy Gisclon           | 22 ans | 1,76 m | Chambray-lès-Tours       | 1re dauphine de Miss Centre-Val de Loire 2020 | Figure parmi les 15 demi-finalistes à l'élection de Miss France 2024 et termine 13e | |  |
| 2024  | Miss Centre-Val de Loire         | Tiffanny Haie          | 18 ans | 1,76 m | Rouvres                  | Miss Eure-et-Loir 2024 |                                                                                     | |  |
| 2025  | Miss Centre-Val de Loire         | Anna Valero            | 19 ans | 1,74 m | Tours                    | Miss Indre-et-Loire 2025 |                                                                                     | |  |

### Galerie

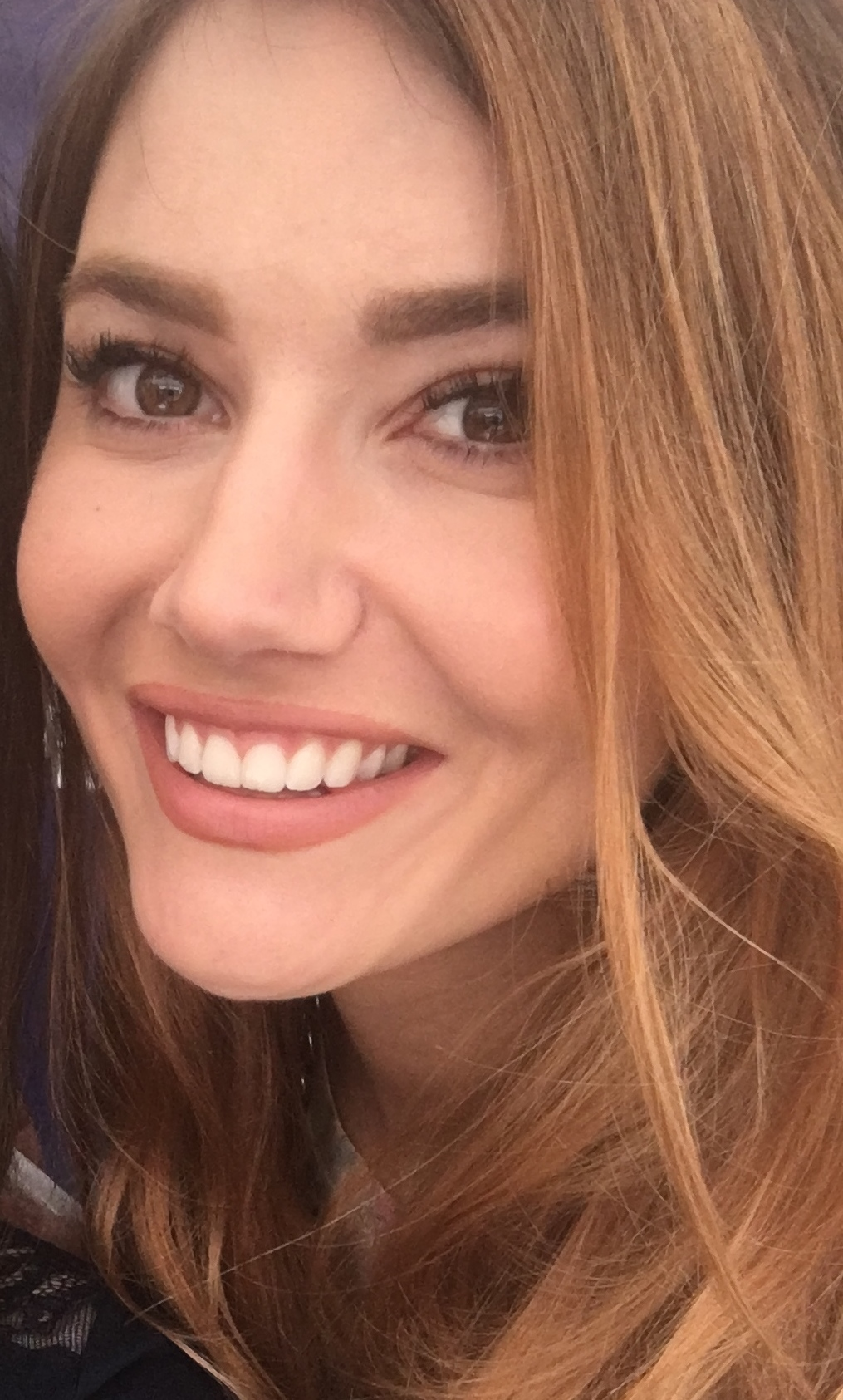
Nadège Dabrowski, Miss Berry Val de Loire 2006.
Flora Coquerel, Miss Orléanais 2013 et Miss France 2014.

## Palmarès par département depuis 2015
- Si vous ne connaissez pas le sujet, laissez ce bandeau (vous pouvez alors contacter les auteurs).
- Si vous supprimez le contenu mis en cause (vous pouvez préalablement contacter les auteurs),

argumentez précisément cette suppression dans la page de discussion
(un manque de référence n'est pas un argument ; une recherche réelle de référence doit avoir été effectuée, être formellement documentée).
- Eure-et-Loir : 2015, 2016, 2018, 2020, 2024 (5)
- Indre-et-Loire : 2019, 2022, 2023, 2025 (4)
- Loiret : 2021  (1)
- Loir-et-Cher : 2017  (1)
- Cher :
- Indre :

## Palmarès à l'élection Miss France depuis 2004
- Miss France : 2014
- 1re dauphine :
- 2e dauphine :
- 3e dauphine :
- 4e dauphine :
- 5e dauphine : 2006, 2010
- 6e dauphine : 2016
- Top 12 puis 15 : 2004, 2007, 2009, 2011, 2015, 2020, 2024
- Classement des régions pour les 10 dernières élections (Miss France 2015 à 2024) : 22e sur 30[Note 1].

## À retenir
- Si vous ne connaissez pas le sujet, laissez ce bandeau (vous pouvez alors contacter les auteurs).
- Si vous supprimez le contenu mis en cause (vous pouvez préalablement contacter les auteurs),

argumentez précisément cette suppression dans la page de discussion
(un manque de référence n'est pas un argument ; une recherche réelle de référence doit avoir été effectuée, être formellement documentée).
- Meilleur classement de ces 10 dernières années : Margaux Bourdin, 6e dauphine de Miss France 2016.
- Dernier classement réalisé : Emmy Gisclon, demi-finaliste à Miss France 2024.
- Dernière Miss France : Flora Coquerel, élue Miss France 2014.